# 侭田洋翔
侭田 洋翔（ままだ ひろと、1998年10月29日 - ）は、ラグビーユニオンの選手。2023-24シーズンまで、ジャパンラグビーリーグワンクボタスピアーズ船橋・東京ベイに所属した。

## プロフィール
- 群馬県高崎市出身。
- ポジションはスタンドオフ(SO)。
- 身長 175 cm、体重 87 kg
- 愛称はままちゃん。
- ジュニア・ジャパンに選ばれたことがある[2]。
- U20日本代表に選ばれたことがある[3]。

## 来歴
2017年、東農大二高校卒業後、中央大学に入る。なお東農大二高校時代、高校日本代表に選ばれたことがある。
2021年、中央大学卒業後、クボタスピアーズ(現・クボタスピアーズ船橋・東京ベイ)に加入。
2022年1月22日に行われたJAPAN RUGBY LEAGUE ONE第3節コベルコ神戸スティーラーズ戦にて途中出場で公式戦初出場を果たした。
2024年5月、クボタスピアーズ船橋・東京ベイを退団。